# 水满谷站
水滿谷站（：／ Mulmangol yeok */?）是釜山地鐵3號線沿線的一座地下車站，位於韓國釜山廣域市莲堤区蓮山洞。

## 車站結構
站體為2面2線側式月台的地下車站，候車月台設有月台幕門，並有4處出口。

### 月台配置
| 盃山 ↑ |
| \| 上  |
| ↓ 蓮山 |

| 月台 | 路線               | 目的地                           |
| ---- | ------------------ | -------------------------------- |
| 上行 | ●釜山都市铁道3号线 | 盃山、望美、水營方向             |
| 下行 | ●釜山都市铁道3号线 | 蓮山、美南、德川、龜浦、大渚方向 |

## 歷史
- 2005年11月28日：落成啟用。

## 車站周邊
- 蓮堤區廳
- 蓮山綜合市場
- 蓮山初等學校
- 蓮堤中學
- 蓮堤高校
- E-mart蓮堤店

## 圖片

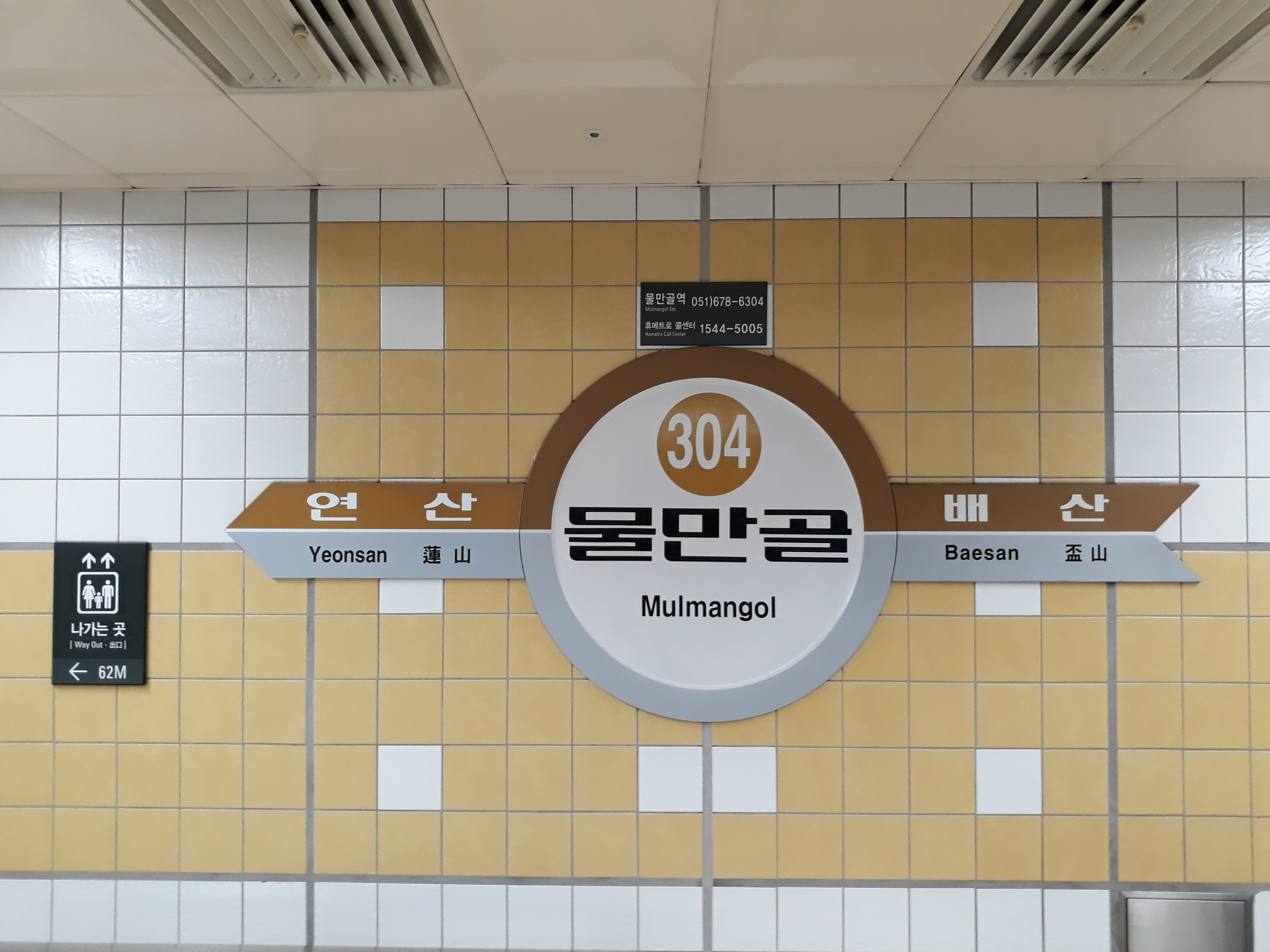
站名牌
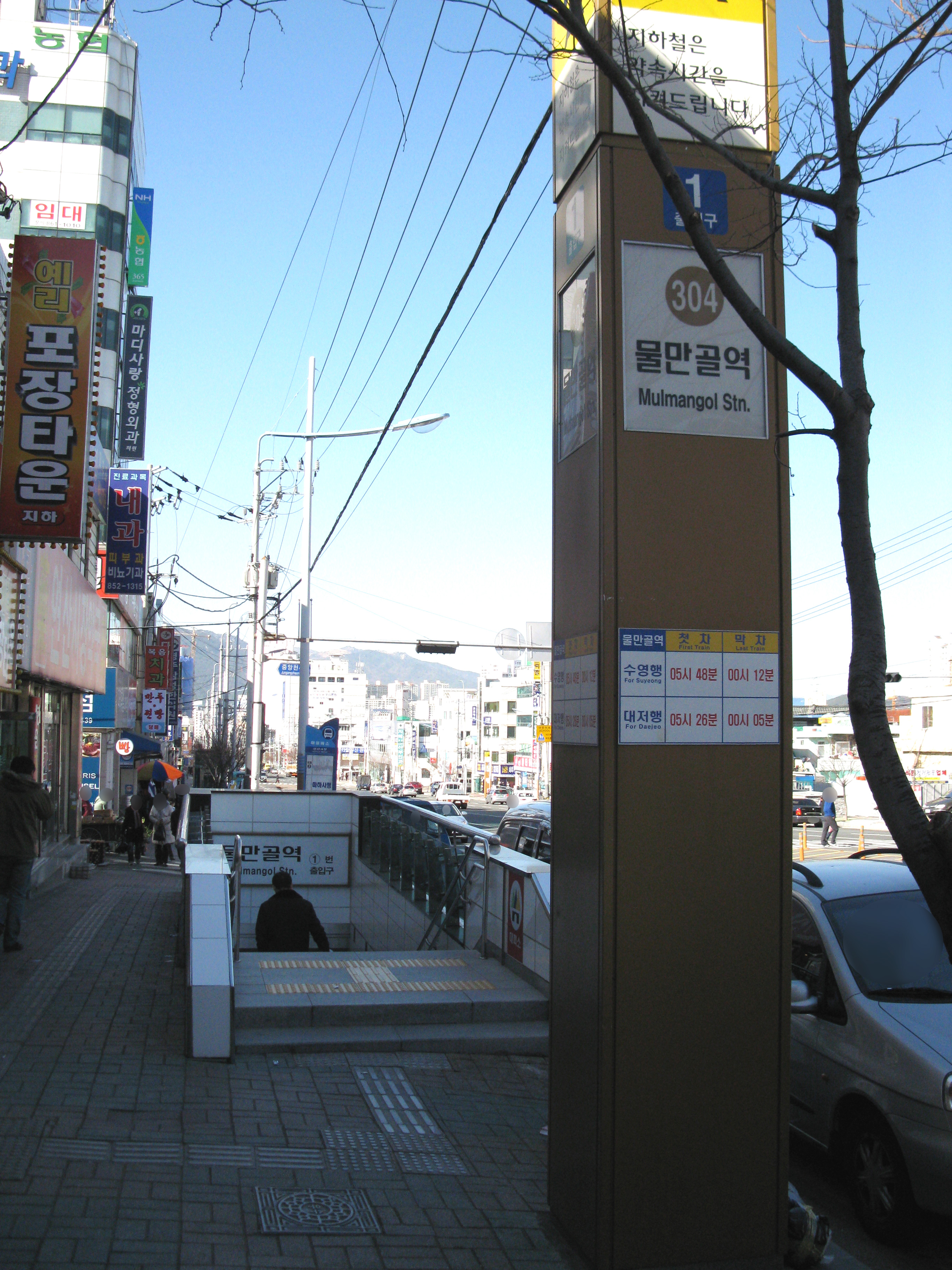
1號出口

## 相鄰車站
釜山交通公社
●釜山都市铁道3号线
盃山（303）－水滿谷（304）－蓮山（305）